# Vuelo 112 de Paninternational
El Vuelo 112 de Paninternational era un BAC One-Eleven que se estrelló en Alemania el 6 de septiembre de 1971 cuando intentaba aterrizar en una autopista de Alemania tras fallar sus dos motores. En el accidente murieron 22 personas de 121 a bordo.

## Aeronave
La aeronave, registrada como D-ALAR, tuvo su primer vuelo el año anterior al accidente, teniendo un año y 4 meses.

## Accidente
El Vuelo 112 de Paninternational despegó del Aeropuerto de Hamburgo en Hamburgo, Alemania Occidental, en un vuelo hacia el Aeropuerto de Málaga en Málaga, España, con 115 pasajeros y 6 tripulantes a bordo. Después del despegue, los dos motores fallaron y los pilotos decidieron realizar un aterrizaje de emergencia en una autopista - Bundesautobahn 7 (también parte de la Ruta europea E45) - alrededor de 4,5 km (3 millas) del Aeropuerto de Hamburgo. Durante el aterrizaje de la aeronave chocó con un puente, haciendo que las dos alas se desprendieran; y se incendiaran. En el accidente murieron 22 pasajeros y un tripulante.

## Causa
Investigaciones posteriores mostraron que uno o dos de los cinco tanques para el sistema de inyección de agua (water-injection engine thrust-augmentation), utilizado durante el despegue, se habían llenado inadvertidamente con queroseno en lugar de agua desmineralizada. Rociar este combustible adicional para aviones en los motores provocó que se sobrecalentaran y fallaran poco después del despegue. Dos trabajadores de mantenimiento de Paninternational fueron condenados a penas de prisión en 1974.